# Портрет Павла Петровича Сухтелена
«Портрет Павла Петровича Сухтелена» — картина Джорджа Доу и его мастерской из Военной галереи Зимнего дворца.
Картина представляет собой погрудный портрет генерал-майора барона Павла Петровича Сухтелена из состава Военной галереи Зимнего дворца.
Во время Отечественной войны 1812 года ротмистр Кавалергардского полка Сухтелен был флигель-адъютантом и находился с дипломатической миссией в Швеции, за заслуги отца в сентябре ему был дарован баронский титул; по возвращении в Россию с ноября он находился в корпусе П. Х. Витгенштейна и участвовал в сражении на Березине, за боевые отличия во время преследования остатков разбитой Великой армии был произведён в полковники. В Заграничном походе 1813 года отличился во многих сражениях, с декабря 1813 года состоял в Волынском уланском полку. В 1814 году сражался во Франции, за штурм Суассона был произведён в генерал-майоры. В 1815 году вновь находился при шведском короле с дипломатическими поручениями, во время Венского конгресса состоял при императоре Александре I. Принял участие в кампании Ста дней и во время оккупации Франции в 1815—1818 годах временно управлял департаментом Об.
Изображён в генеральском мундире, введённом для кавалерийских генералов 6 апреля 1814 года. На шее кресты орденов Св. Владимира 3-й степени и прусских Красного орла 2-й степени и Pour le Mérite; на груди крест ордена Св. Георгия 4-го класса, серебряная медаль «В память Отечественной войны 1812 года» на Андреевской ленте, кресты шведского Военного ордена Меча 4-й степени и французского ордена Св. Людовика 3-й степени (лента ордена ошибочно изображена голубого цвета вместо красного), а также шведская золотая медаль För tapperhet i fält (За храбрость в поле). Подпись на раме: Баронъ П. П. Сухтеленъ 2й, Генералъ Маiоръ. Художник не изобразил шейный крест ордена Св. Анны 2-й степени с алмазными знаками, которым Сухтелен был награждён в 1813 году за бои в Пруссии.
Несмотря на то, что 7 августа 1820 года Комитетом Главного штаба по аттестации Сухтелен был включён в список «генералов, которых служба не принадлежит до рассмотрения Комитета», фактическое решение о написании его портрета состоялось раньше, вскоре после приезда Доу в Россию, поскольку гонорар художнику был выплачен 18 февраля и 10 марта 1820 года. Готовый портрет был принят в Эрмитаж 7 сентября 1825 года.

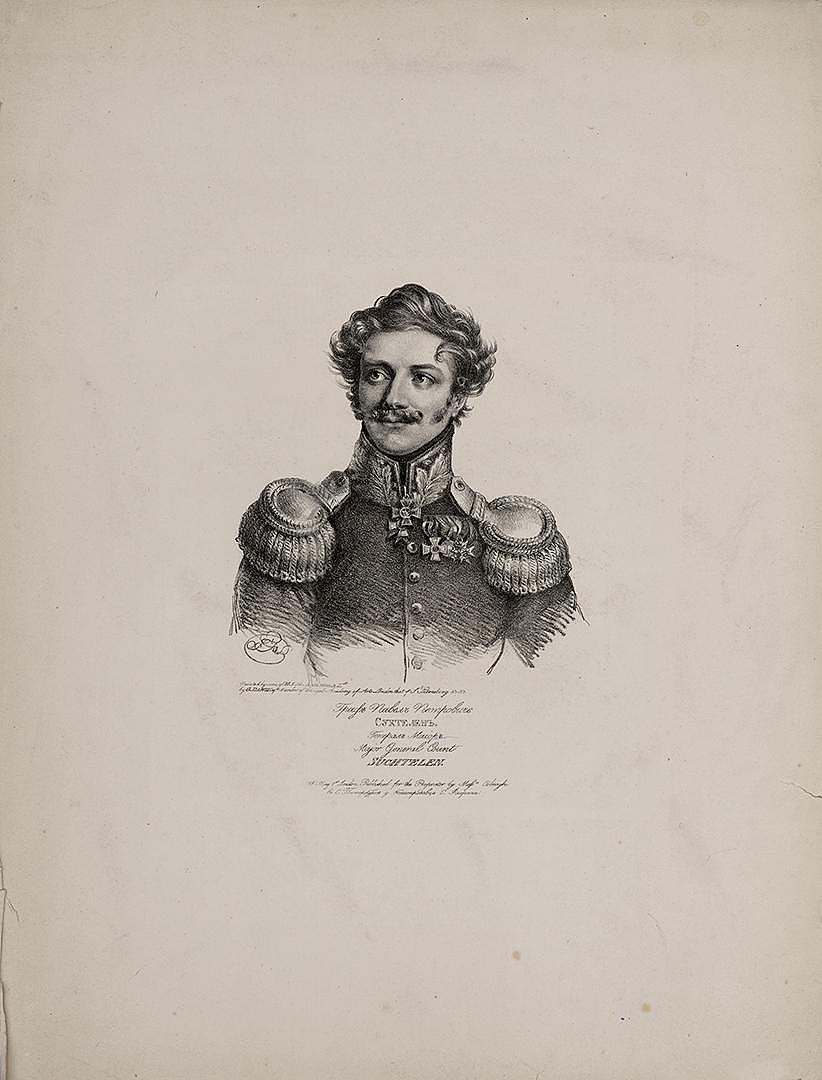
Литография неизвестного художника, 1824 год. Эрмитаж

В собрании Государственного Эрмитажа имеется литография неизвестного художника, снятая с галерейного портрета в Лондоне фирмой Paul & Dominic Colnaghi & Co. с указанием даты 1824 год, изготовленная по заказу петербургского книготорговца С. Флорана (бумага, литография, 67 × 50,2 см, инвентарный № ЭРГ-491)
В 1840-е годы в мастерской К. Края по рисунку И. А. Клюквина с портрета была сделана литография, опубликованная в книге «Император Александр I и его сподвижники» и впоследствии неоднократно репродуцированная.